# Шава (Нижегородская область)
Шава — село в Кстовском районе Нижегородской области России, входит в состав Запрудновского сельсовета.

## География
Находится в 17 километрах от города Кстово на федеральной трассе М7 (Москва — Нижний Новгород — Казань — Уфа). Ближайшие населённые пункты: Запрудное, Ленинская Слобода.
Село расположено на высоте 100 метров над уровнем реки, имеет вид раскрытой ладони.

## Происхождение названия села Шава
В интернете бродит легенда-выдумка про то, что Шаву назвали в честь собачки Екатерины II. Выдумал историю с названием села Шава Казимир Валишевский. Но есть один нюанс - Казимир Валишевский родился почти на 100 лет позже смерти Екатерины II. Поэтому он никак не мог описывать её жизнь, как современник.  
На самом деле, на месте села Шава было поселение черемисов и они разговаривали на черемисском (марийском языке). На самом деле значение слова Шава с черемисского языка означает безуспешный, бессодержательный, пустой, пусто. Черемисский язык ныне называют марийским. Марийцы - это наследники черемисов.
"Шава" - Так черемисы говорили посланникам Московии, когда те приходили их крестить и отобрать у них истинную веру, заменив на христианство. Несколько раз село полностью сжигали, но черемисы так и не покорились и не предали своих богов. В отчаянии, московиты привезли московских крестьян на эти земли и заселили их в Шаву. Но название Шава прижилось и среди них.

## История
Известно, что в 15-16 веке на месте села Шава проживали черемисы — финно-угорские племена из Волжско-финской подгруппы. В средние века эта местность была частью Волжской Булгарии, а затем Золотой Орды. В XV веке вошла в состав Казанского ханства. В 1553 году Российское царство завершило фактическое присоединение Казанского ханства и во время Черемисского восстания, когда на Руси насильно принуждали принимать христианство, село было сожжено дотла.
Село Шава было основано во второй половине 16 века служилым дворянином, стрелецким головой Юрием Соловцевым, получившим в современном Кстовском районе обширные земли в походе Ивана Грозного 1552 года на Казань.
Несмотря на разрушительные Черемисские войны 16 столетия, а затем и долгие годы «смуты» начала 17 века, Шава оставалась, крупным селом - поместным владением внуков первооснователя: Якова, Мисюры и Михаила Ивановых детей Соловцовых, разделивших по частям как жилые дворы, так и приписанные к ним угодья. В 1613-м году каждый из помещиков имел в Шаве собственную усадьбу рядом с рубленой Никольской церковью. Только у Якова Соловцова двор оказался выжженным в 1608-м году казаками, но зато сохранились 3 избы его дворовых людей.
Отдельными группами были разброшены по возвышенности усадьбы сельчан: 7 крестьянских и 3 бобыльских двора Мисюры, 6 крестьянских и 3 бобыльских двора Михаила Соловцева. Тут же напоминанием о трагических событиях эпохи «смуты» оставались 10 выжженных крестьянских изб. Всего же в Шаве тогда насчитывалось 31 жилой двор, «а людей в них то ж» и 11пустых дворовых мест.
Яков Соловцев принимал самое активное участие в московском восстании 1606-го года против Лжедмитрия 1, поддержал восшествие на царский престол Василия Ивановича Шуйского, за что и получил от него в Шаве из своего же поместия земли в вотчину – с правом передачи в роду по наследству. Яков Соловцов участвовал как в обороне Москвы от тушинцев, так и в защите Нижнего Новгорода от восставших «черных людей» и казаков. Его же сыну – Ивану – пришлось оборонять в 1618-м году столицу от войск польского королевича Владислава.
В московских событиях тогда отличился и Михаил Соловцов, которому Василий Иванович Шуйский, как и брату, указал переписать в Шаве владения в вотчину, а когда Михаила не стало – владеть частью села стала его вдова Марья, но не целиком.
В 1621-м году из поместных владений Михаила Соловцова прибывшему для переписи населения Нижнего Новгорода и его уезда дворянину («жильцу») Василию Дементьевичу сыну Образцову было выделено в качестве награды за труд 5 дворов, в которых новый помещик сразу же перевел на жительство из Тверского уезда 6 крестьянских и бобыльских семей.
Всего же в 1623-м году в Шаве у всех помещиков и вотчинников оказалось 36 жилых и 1 пустой двор – при начале переписи населения бобыль Буянка Васильев «сошел безвестно», не желая фиксировать свою зависимость кому бы то ни было. Тогда в Шаве появился свой мастер-кузнец Федор Матвеев, который вместе с сыновьями-помощниками не только ковал инструментарий и орудия труда для односельчан, но и обслуживал проезжающих по древнему Казанскому тракту: одним перековывал лошадей, другим – менял оси телег и кибиток.
Свой хозяйственный расцвет село Шава пережило в середине 17 столетия. Большая часть дворов тогда по-прежнему принадлежала Соловцовым, а вот у Образцовых после смерти Василия Дементьевича поместие было отобрано и отдано частями служилым людям: Михаилу и Сергею Малову. Затем в числе владельцев оказался и род бояр Салтыковых
Всего же в селе в 1646-м году, кроме 3 помещичьих усадеб и 4 дворов церковного притча, насчитывалось 82 жилых двора, а в них 227 крестьян и бобылей (более 460 человек обоего пола). 9 дворов к тому же оказались пустыми. Крестьяне из них бежали в соседний Арзамасский уезд. Хотя было известно в какое конкретное селение переселились, но их не трогали, так как там они жили записанными «за сильных мира сего»: за боярина Бориса Ивановича Морозова и за князей Шаховских.
В середине 17 столетия в Шаве было много семей, в которых насчитывалось 10-12 человек, что служило ярким показателем «здоровья» общества, базой для дальнейшего естественного прироста населения. Но этого не произошло.
Социальные потрясения России: усиление крепостничества (в 1649–м году было принято Соборное Уложение, навсегда закрепившее крестьянина за помещиком, лишившее его права перехода из своего селения в другие места) и как ответ на это - серия народных восстаний и крестьянская война под предводительством С. Разина, охватившая и земли современного Кстовского района, а так же старообрядческое движение. Затем Крымские и Азовские военные походы привели к сокращению прежде всего мужской, наиболее социально активной, части населения.
В начале 18 столетия в Шаве оставалось 3 помещичьи усадьбы и 68 крестьянских дворов - менее, чем было ранее. Но все же их было больше, чем в большинстве селений глубинных районов России. В этом отразилось влияние Волги – матушки, давшей приволжанам не только стабильную «судовую работу», но и кормившей рыбой, доставлявшей сюда относительно дешевые, самые различные привозные товары.
В 1785 году село Шава было поделено между трёх хозяев: подполковником Василием Круковским, канцелярским советником Павелом Евдановым и ротмистром Василием Куприяновым.
В «Списке населённых мест Нижегородской губернии» упоминается как разноведомственное село (к числу таких населенных пунктов относились села, часть которых принадлежала помещику, а часть (в силу разных обстоятельств) являлась государственной или удельной)  при речке Шава и ключах, в которой насчитывалось 107 дворов, проживало 865 человек и имелось две православных церкви и два училища.
При въезде в Шаву, в парке была усадьба подполковника Василия Круковского. Третий барский дом принадлежал канцелярскому советнику Павлу Евданову. В 1848 году Шава уже имела статус села, так как в ней была построена в 1802 году каменная церковь Воскресения Словущего. Находилась данная каменная церковь на нынешней улице Село, неподалёку от усадьбы одного из владельцев села - ротмистра Василия Куприянова. На 1848 год в селе Шава было 114 дворов. Для сравнения, в Запрудном на тот момент была одна деревянная церковь и 85 дворов.
К 1859 году село Шава числилось в Макарьевскойм уезде Нижегородской губернии.
В селе Шава до прихода христиан жили славяне-черемисы. В центре села было капище славянских богов. После прихода христиан село сжигали несколько раз, так как славяне-черемисы не хотели принимать новую веру. В конце концов на месте славянского капища была построена в 1802 году каменная церковь Воскресения Словущего с пятью куполами. Тимм Василий Федорович в 1858 году изобразил её на своей литографии. 
Местные жители продолжали эту церковь игнорировать. В результате, построенная на месте славянского капища, каменная церковь была разобрана и поставлена в 1896 году деревянная, на окраине села, там, где сейчас находится нынешняя Церковь Николая Чудотворца.
Деревянная Никольская церковь, которая сейчас находится под охраной государства как культурно-исторический объект (документ о принятии на госохрану № 286), была построена в 1896 году (так как на топографических картах 1848 года её ещё не было). В 1930-х годах была закрыта и занята под клуб. В 1994 возвращена верующим и отремонтирована. Церковь Воскресения Словущего, построенная в 1802 году была каменная, на что указывает Топографическая межевая карта Нижегородской губернии, сделанная под руководством А.И. Менде (Издание 1850-х годов).
После революции в одном из барских домов разместилась школа, до сих пор сохранен барский парк. Во втором доме в войну располагался детский дом, а затем больница. В третьем располагалось общежитие. В XX веке в селе была школа, клуб, больница, амбулатория. Во времена СССР село снабдили электричеством, водопроводом и подвели магистральный газ для газоснабжения домов. После распада СССР школа, клуб, больница, амбулатория в селе Шава были расформированы. В настоящее время есть только частный магазин и село интенсивно развивается как коттеджный посёлок.

## Посвящяется селу Шава
На холме, где речек двух сплетенье,
Дремлет Шава, древнее село.
Красотой своей внушает душ томленье
В сердце жителей навек оно вошло.
И веков дыханье в каждом доме слышно,
В резанных наличниках, скрипучих воротАх.
где память прошлого таится вечно
Хранит предания в людских умах.
Под кровом ив, где шепчутся березы,
Деды о прошлом внукам говорят.
И песни предков, полные надежды,
Над тихой Шавой в воздухе парят.
Две речки лентой синей обнимают
Холм древний, словно часовой.
А небосвод, безбрежный и безмолвный,
В них отражается лазурью голубой.
О, Шава, край полей и тихих вод!
В тебе душа России не угасла.
Пусть твой покой ничто не украдёт,
И память предков будет вечно ясной.
Помню, детство босоногое,
По лугам бежал я до зари.
Слушал песни соловьиные,
Видел, как туманы над рекой цвели.
Вечерами солнышко к закату,
Тени длинные ложатся на поля,
Шава тонет в розовом наряде,
Кажется, что спит уже она.
Бабушка моя, с улыбкой доброй,
Пироги пекла в печи родной.
Молоко парное, с пенкой робкой,
Пил и становился я большой.
Шава, милая, душе отрада,
Край березок, тишины и сна.
Здесь душа моя навеки рада,
Здесь моя любовь, моя страна.
Здесь останусь я навек с тобою,
В тишине твоей найду покой.
Шава, милая, село родное,
Край любимый, сердцу дорогой!
Автор: Бакланов Руслан Васильевич

## Население
| 2002 | 2010 |
| ---- | ---- |
| 425  | ↘356 |

## Известные люди
В селе Шава родился и вырос Вахолков Геннадий Иванович — Герой Советского Союза.

## Достопримечательности
Памятники археологии: стоянка Шавская (конец II тыс. до н. э.); стоянка Шава-3 (II тыс. до н. э.).
Памятник градостроительства и архитектуры — Никольская церковь.

## Галерея
- Один из домов
- Никольская церковь
- Улица
- Шава на карте 1848 года
- Церковь Воскресения Словущего в селе Шава (Нижегородская губерния) 1858 год. Из альбома "Художественный листок". Тимм Василий Федорович Литография